# Мутичев
Мутичев (укр. Мутичів) — село в Репкинском районе Черниговской области Украины. Население 176 человек. Занимает площадь 1,13 км².
Код КОАТУУ: 7424482802. Почтовый индекс: 15060. Телефонный код: +380 4641.

## Власть
Орган местного самоуправления — Даничский сельский совет. Почтовый адрес: 15060, Черниговская обл., Репкинский р-н, с. Даничи, ул. Победы, 21.

## Известные уроженцы
Грищенко Арнольд - языковед. Доктор филологических наук и професор.